# Guerra ottomano-safavide (1532-1555)
La guerra ottomano-safavide del 1532-1555 venne combattuta tra l'Impero ottomano di Solimano il Magnifico e l'Impero safavide (Persia) di Tahmasp I.

## Antefatto
La guerra venne innescata da dispute territoriali tra i due imperi, soprattutto quando il Bey di Bitlis decise di mettersi sotto la protezione persiana. Inoltre, Tahmasp aveva assassinato il governatore di Baghdad, un amico di Solimano.
Sul fonte diplomatico, la Persia aveva allacciato dei contatti con gli Asburgo per la stipula di un'alleanza asburgico-persiana che avrebbe dovuto attaccare l'Impero ottomano su due fronti.

## Campagna dei due Iraq (prima campagna 1532–1534)
Gli ottomani, prima sotto il Gran visir Ibrahim Pascià, e poi con lo stesso Solimano, attaccarono con successo i safavidi Iraq, riconquistando Bitlis e procedendo con la conquista di Tabriz e poi di Baghdad nel 1534. Tahmasp rimase sfuggente continuando a ritirarsi alla vista delle truppe ottomane, adottando una strategia di terra bruciata.

## Seconda campagna (1548–1549)
Nel tentativo di sconfiggere definitivamente lo scià, Solimano intraprese una seconda campagna nel 1548-1549. Ancora una volta, Tahmasp adottò una politica di terra bruciata, devastando l'Armenia. Nel frattempo, il re francese Francesco I, nemico degli asburgo, e Solimano il Magnifico, avevano stipulato un'alleanza franco-ottomana, formalizzata nel 1536, che avrebbe dovuto controbilanciare la minaccia degli asburgo. Nel 1548, quando Solimano attaccò la Persia, la Francia inviò il suo ambasciatore Gabriel de Luetz, per accompagnarlo nella sua campagna. Gabriel de Luetz diede determinanti consigli militari a Solimano, come quello di come piazzare l'artiglieria all'assedio di Van. Solimano conquistò Tabriz e l'Armenia, assicurandosi una presenza duratura nella provincia di Van, e conquistò alcuni forti in Georgia.

## Terza campagna (1553–1555)
Nel 1553 Solimano diede inizio alla terza e definitiva campagna contro lo scià, in cui prima perse e poi riconquistò Erzurum. Le conquiste territoriali ottomane vennero garantite dalla Pace di Amasya del 1555. Solimano restituì Tabriz, ma continuò a mantenere Baghdad, la bassa Mesopotamia, le foci dell'Eufrate e del Tigri, e parte della costa del Golfo Persico.
A causa del suo forte impegno in Persia, Solimano fu in grado di inviare un limitato sostegno navale alla Francia nell'invasione della Corsica.

## Galleria d'immagini

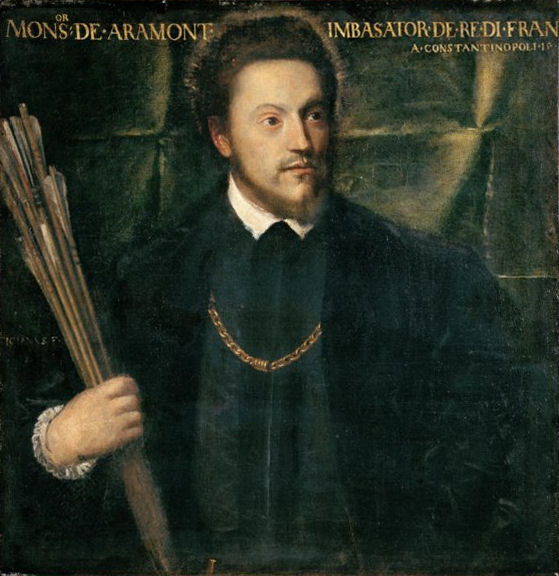
L'ambasciatore francese Gabriel de Luetz che partecipò alla campagna ottomana
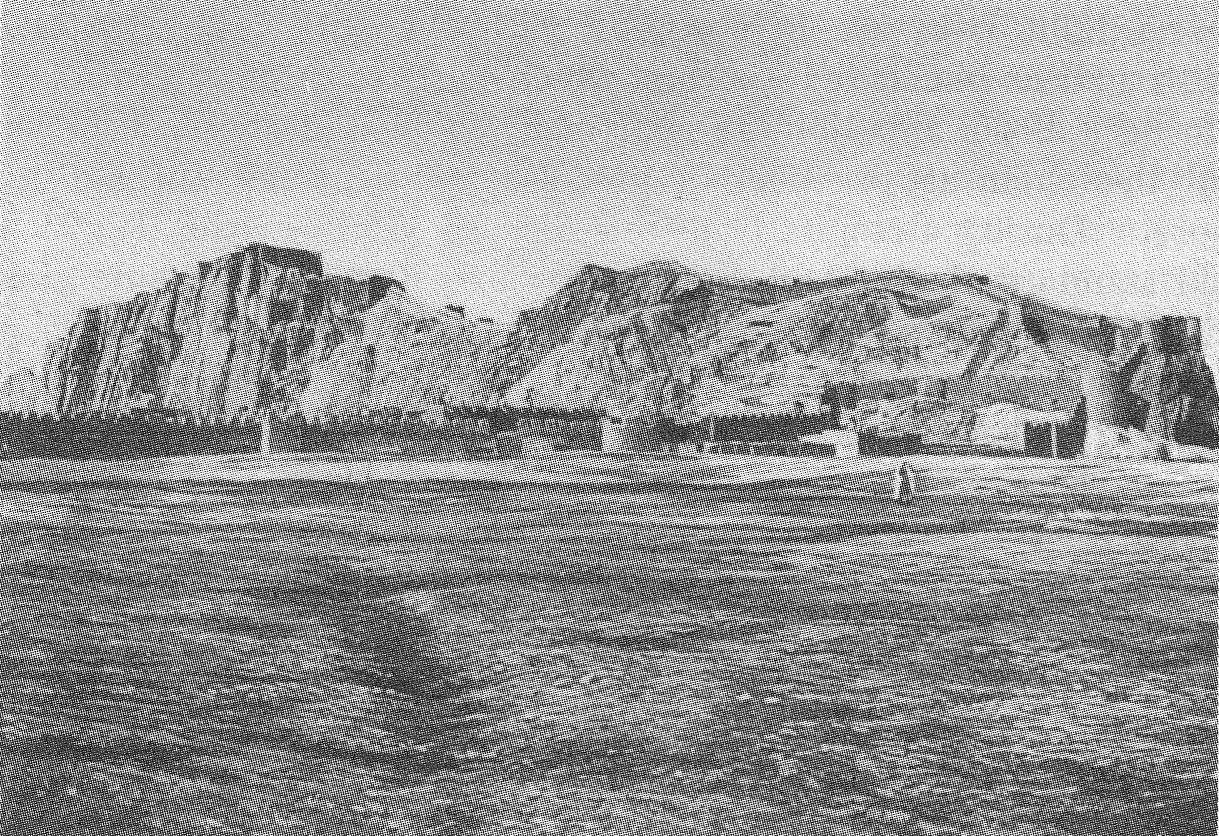
La città murata di Van, che Gabriel de Luetz d'Aramon aiutò a conquistare